# Lambros Papakostas
Lambros Papakostas (ur. 20 października 1969 w Karditsa) – grecki lekkoatleta specjalizujący się w skoku wzwyż.
Dwukrotny wicemistrz świata w hali (Barcelona 1995 i Paryż 1997). Uczestnik igrzysk olimpijskich w Barcelonie (odpadł w eliminacjach) oraz Atlancie (6. miejsce). Występował także w Polsce podczas mityngu "Opoczno". Rekordy życiowe: stadion - 2,36 m (21 czerwca 1992, Ateny); hala – 2,35 m (12 marca 1995, Barcelona) oba te rezultaty to aktualne rekordy Grecji.